# Гренландія: Міграція
«Гренландія: Міграція» (англ. Greenland: Migration) — майбутній американський постапокаліптичний трилер, знятий режисером Ріком Романом Воу і написаний Крісом Спарлінгом та Мітчеллом ЛаФорчуном. Продовження фільму «Гренландія» 2020 року.

## Синопсис
«Виживші члени сім'ї Герріті повинні покинути безпечний бункер у Гренландії та вирушити в небезпечну подорож через спустошені землі Європи, щоб знайти новий дім».

## Акторський склад
| Актор               | Роль            |
| ------------------- | --------------- |
| Джерард Батлер      | Джон Герріті    |
| Морена Баккарін     | Еллісон Герріті |
| Роман Гріффін Девіс | Нейтан Герріті  |
| Ембер Роуз Рева     |                 |
| Пітер Полікарпу     | доктор Хауген   |
| Вільям Абаді        | Деніс Лоран     |
| Томмі Ерл Дженкінс  | генерал Шарп    |

## Виробництво
У червні 2021 року було оголошено про розробку продовження «Гренландії» під назвою «Greenland: Migration». Наступного місяця STX придбала права на світовий прокат фільму за 75 мільйонів доларів на Каннському кінофестивалі 2021 року. Фільм був захищений від банкрутства, акторський склад повернувся, хоча і Морена Баккарін неохоче погодилася повернутися до сіквелу. У травні 2024 року Lionsgate придбала права на дистрибуцію фільму у в Сполучених Штатах.

### Зйомки
Основні зйомки розпочалися 29 квітня 2024 року в студіях Shinfield та Alton, Гемпшир, Велика Британія, а також в Ісландії. Зйомки завершилися в липні 2024 року.

## Реліз
Вихід фільму «Гренландія: Міграція» у Сполучених Штатах заплановано на 9 січня 2026 року. Спочатку його випуск у США мав відбутися 28 березня 2025 року, проте був відкладений на невизначений термін. У щотижневому бюлетені рейтингів фільмів CARA/MPA від 21.05.25, який містить офіційні рейтинги MPA та причини їх надання, фільму «Гренландія: Міграція» присвоєно рейтинг PG-13.